# 伊薩卡 (密歇根州)
伊薩卡（英語：Issaca）是一個位於美國密歇根州格拉希厄特縣的城市。根據2010年美國人口普查，該地共人口2910人，而該地的面積約為15.20平方千米。同時該地也是格拉希厄特縣的縣治。

## 地理
伊薩卡的座標為43°17′28″N 84°36′11″W / 43.29111°N 84.60306°W，而該地的平均海拔高度為242米（即797英尺）。